# Oxiácidos de fósforo
Oxiácido de fósforo é um nome genérico para qualquer ácido cuja molécula consista em átomos de fósforo, oxigênio e hidrogênio, com ao menos um deles ionizável. Existe um número potencialmente grande de tais compostos. Alguns deles são instáveis e não foram isolados ainda, mas os ânions e grupos orgânicos derivados estão presentes em sais e ésteres estáveis. O mais relevante — na biologia, na geologia, na indústria e na pesquisa química — é o ácido fosfórico, cujos sais são os fosfatos.
Em geral, qualquer átomo de hidrogênio ligado a um átomo de oxigênio é ácido, o que significa que o grupo –OH pode perder um próton (H+) deixando um grupo OH- carregado negativamente e, assim, convertendo o ácido em um oxiânion de fósforo. Cada próton perdido tem uma constante de dissociação ácida associada Ka1, Ka2 Ka3 etc., frequentemente expressa por seu cologaritmo (pKa1, pKa2, pKa3 etc.), ou seja, pelo oposto do seu logaritmo. Os átomos de hidrogênio ligados diretamente ao fósforo geralmente não são ionizáveis.

## Classificação
Os oxiácidos de fósforo podem ser classificados pelo(s) estado(s) de oxidação do(s) átomo(s) de fósforo presentes na espécie, que podem variar de +1 a +5. Os átomos de oxigênio estão geralmente no estado de oxidação -2, mas podem estar no estado -1 se a molécula incluir grupos peróxido.

### Estado de oxidação +1
Ácido hipofosforoso ou ácido fosfínico, H3PO2 (por vezes representado como H2PO(OH)) é um ácido monoprótico (o que significa que apenas um dos seus átomos de hidrogênio é ionizável). Seus sais são chamados de hipofosfitos ou fosfinitos.

### Estado de oxidação +3
- Ácido fosforoso[2] ou fosfônico, H3PO3 (por vezes representado como HPO(OH)2) é um ácido diprótico (com apenas dois hidrogênios ionizáveis). Seus sais são chamados de fosfitos ou de fosfonatos.

### Estado de oxidação +4
- Ácido hipofosfórico ou ácido difosfórico (I,III),[2] H4P2O6 (por vezes representado como (HO)2P–P(OH)2) é um poliácido, sendo todos os quatro hidrogênios ionizáveis. Seus sais são hipofosfatos.

### Estado de oxidação +5
Os membros mais importantes desse grupo são o ácido fosfórico e seus isopoliácidos derivados, nos quais cada átomo de fósforo se liga a quatro átomos de oxigênio, com um deles por meio de uma ligação dupla, dispostos como os cantos de um tetraedro. Dois ou mais desses tetraedros PO4 podem ser conectados por oxigênios compartilhados com ligação simples, formando cadeias lineares ou ramificadas, ciclos ou estruturas mais complexas. Os átomos de oxigênio que não são compartilhados com ligações simples têm suas valências preenchidas com átomos de hidrogênio ionizáveis. A sua fórmula genérica é Hn-x+2PnO3n-x+1, onde n é o número de átomos de fósforo e x é o número de ciclos fundamentais na estrutura molecular.
Esses ácidos e seus sais ("fosfatos") configuram alguns dos compostos de fósforo mais conhecidos e relevantes.

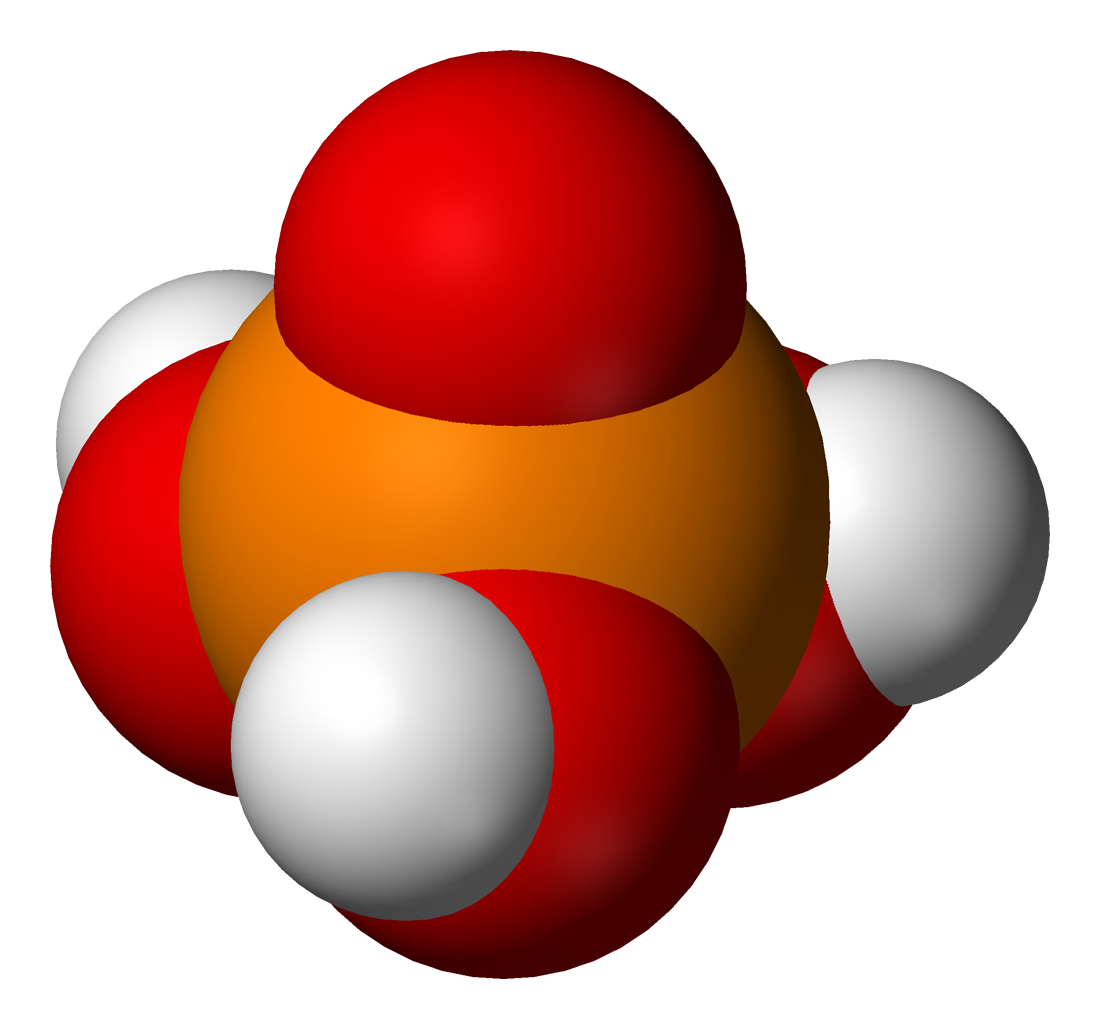
Ácido ortofosfórico, H_{3}PO_{4}

O membro mais simples desta classe é:
O próprio ácido fosfórico, também chamado de ácido ortofosfórico ou monofosfórico, H3PO4 (por vezes representado como OP(OH)3), que é um ácido triprótico. Forma o sal ortofosfato, comumente chamado de fosfato.
Os menores compostos dessa classe com dois ou mais átomos de fósforo são chamados de "ácidos oligofosfóricos", e os maiores, com cadeias –P–O– lineares, são "ácidos polifosfóricos" (não há um limite definitivo entre os dois). Alguns dos membros mais importantes são:
- Ácido pirofosfórico ou difosfórico,[2] H4P2O7 (por vezes representado como (HO)2P–O–P(OH)2), com quatro hidrogênios ionizáveis. Forma pirofosfatos.
- Ácido trifosfórico ou tripolifosfórico, H5P3O10 (por vezes representado como (HO)2P–O–P(OH)–O–P(OH)2) ,com cinco hidrogênios ionizáveis. Forma trifosfatos (também chamados de tripolifosfatos).
- Ácido tetrafosfórico, H6P4O13 (por vezes representado como (HO)2P(–O–P(OH))2–O–P(OH)2), com seis hidrogênios ionizáveis. Forma tetrafosfatos.

A cadeia principal pode ser ramificada, como no:
- Ácido trifosfonofosfórico, H6P4O13 (por vezes representado como P(O)(–OP(O)(OH)2)3), um isômero ramificado do ácido tetrapolifosfórico.

Os tetraedros PO4 podem ser conectados para formar cadeias –P–O– fechadas, como em:
- Ácido trimetafosfórico ou ácido ciclo-trifosfórico, H3P3O9, uma molécula cíclica com três hidrogênios ionizáveis. Forma os sais de trimetafosfato.

Ácido metafosfórico é o termo geral para ácidos fosfóricos com um único ciclo, (–P(O)(OH)–O–)n, cuja fórmula empírica é HPO3.
- Ácido pirofosfórico

H4P2O7
- Ácido tripolifosfórico

H5P3O10
- Ácido tetrapolifosfórico
H6P4O13
- Ácido trimetafosfórico

H3P3O9

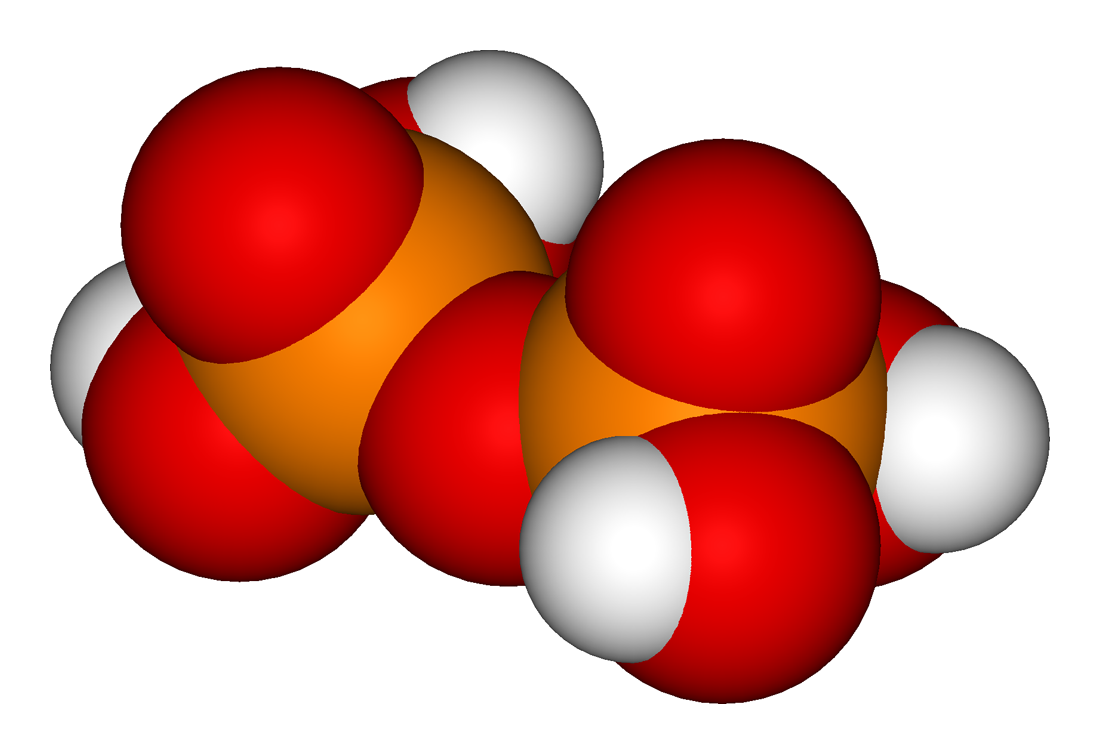
Ácido pirofosfórico H_{4}P_{2}O_{7}
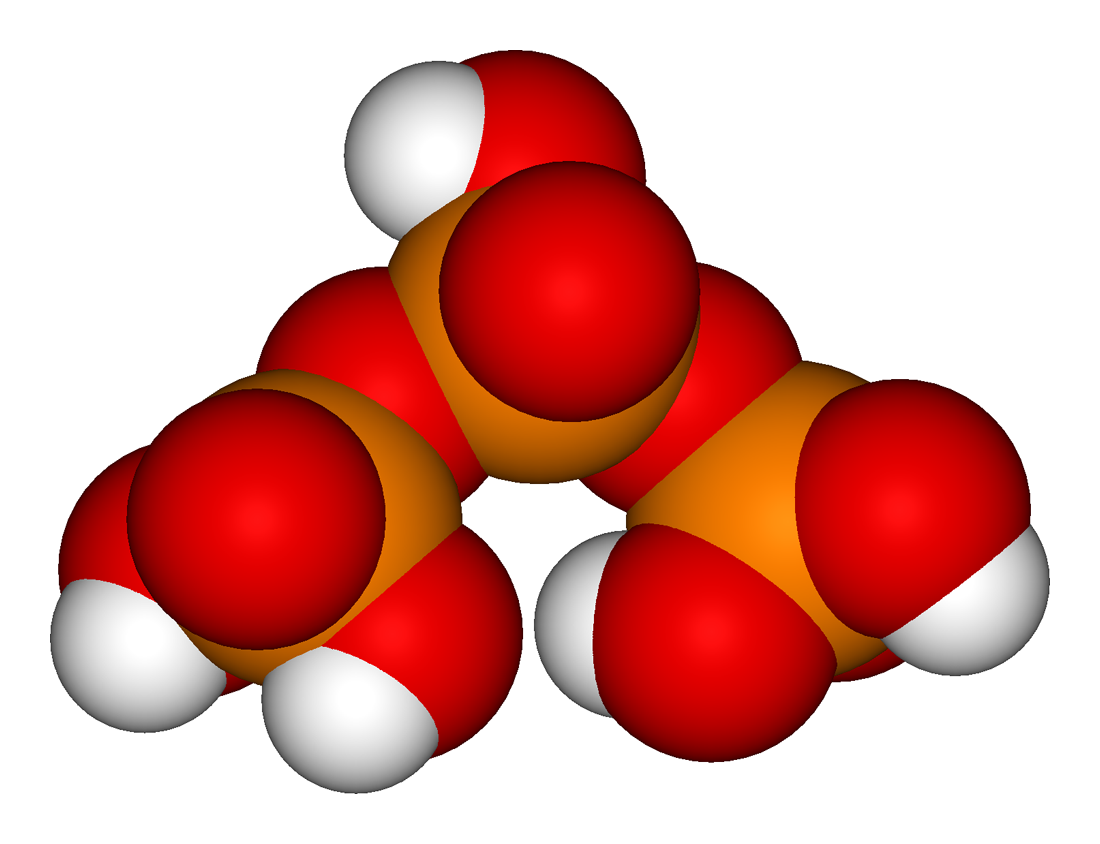
Ácido tripolifosfórico H_{5}P_{3}O_{10}
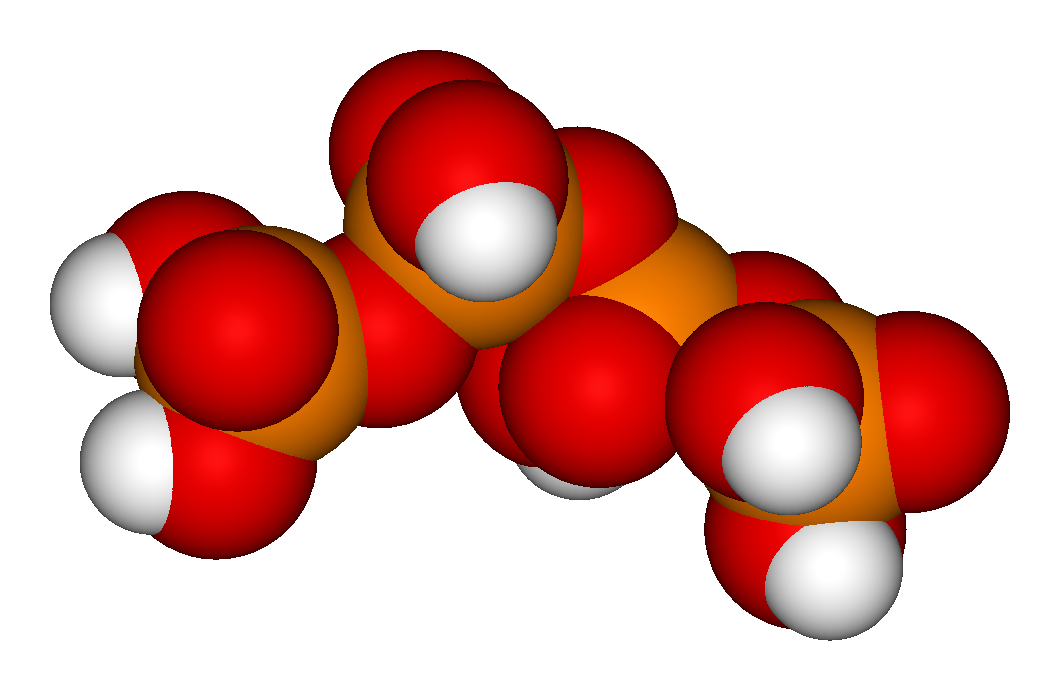
Ácido tetrapolifosfórico H_{6}P_{4}O_{13}
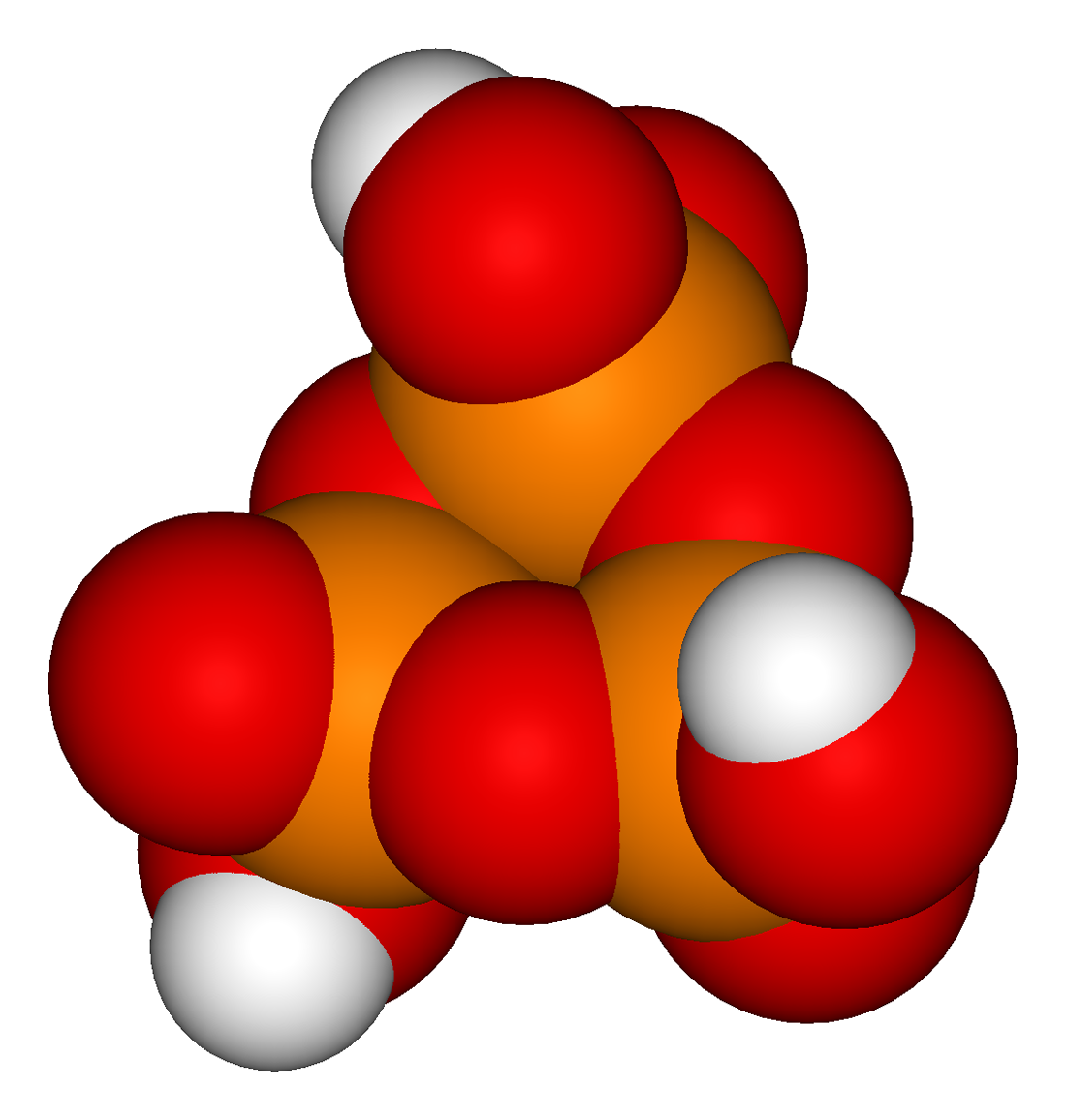
Ácido trimetafosfórico H_{3}P_{3}O_{9}

Outro composto que pode ser incluído nesta classe é:
- Ácido peroxomonofosfórico, H3PO5 (por vezes representado como OP(OH)2(OOH)), que pode ser visto como um ácido monofosfórico com um grupo peróxido substituindo o átomo de oxigênio em um dos grupos hidroxila.

### Estados de oxidação mistos

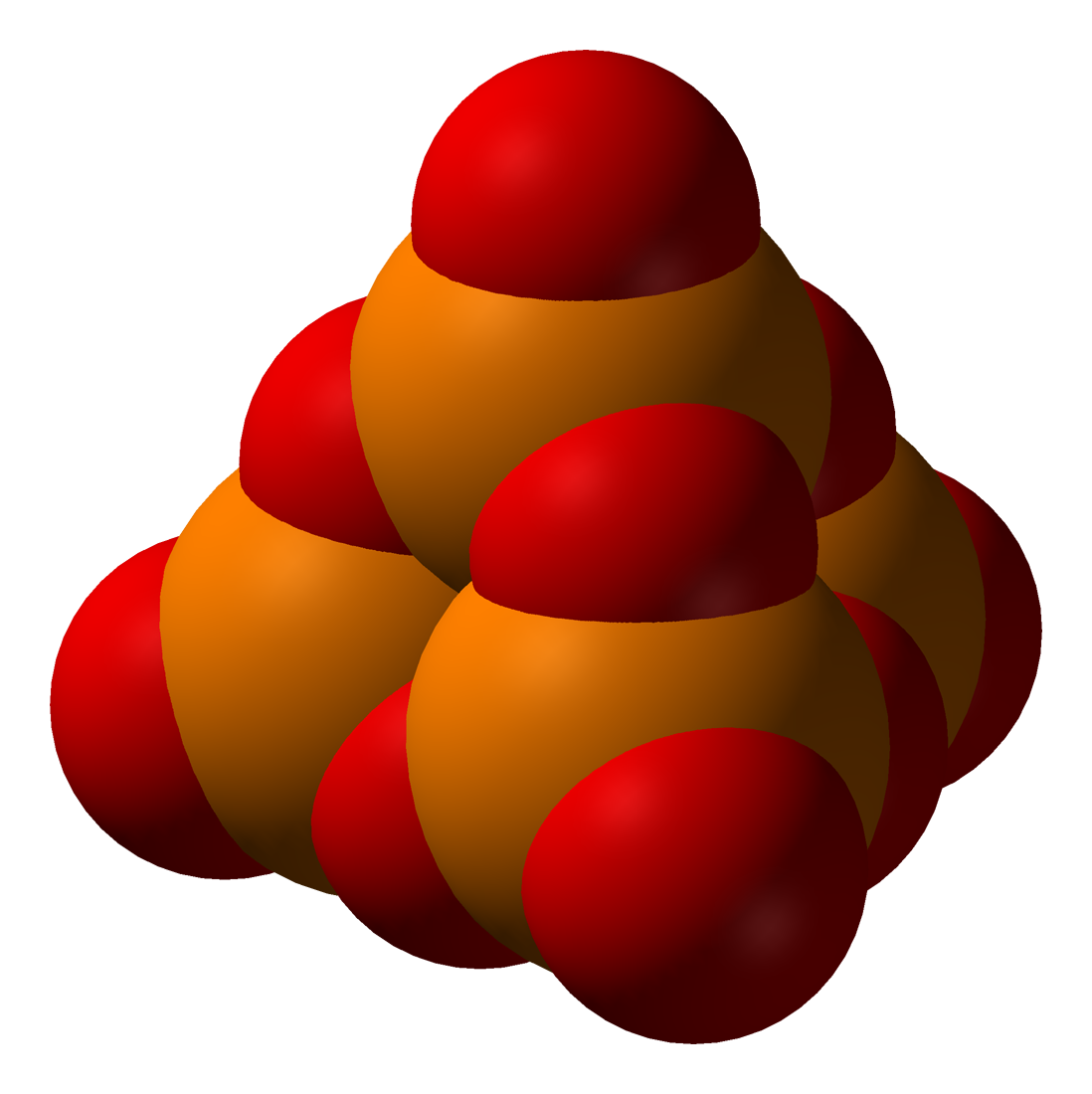
Anidrido fosfórico, P_{4}O_{10}

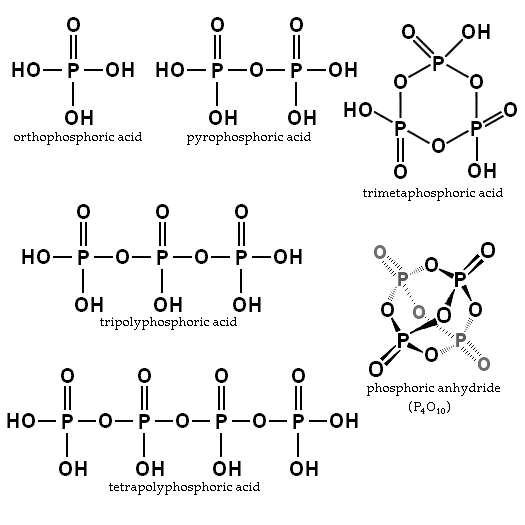
Alguns ácidos fosfóricos

Alguns oxiácidos de fósforo têm dois ou mais átomos de P em diferentes estados de oxidação. Um exemplo é:
- Ácido iso-hipofosfórico, H4P2O6 (por vezes representado como H(OH)(O)P−O−P(O)(OH)2), um ácido tetraprótico e isômero do ácido hipofosfórico, contendo P nos estados de oxidação +3 e +5.